# Symfonie nr. 2 (Bruk)
Fridrich Bruk voltooide zijn Symfonie nr. 2 in 1999. Na zijn eerste symfonie over de Finse Burgeroorlog componeerde zijn tweede met als basis zijn eigen jeugd. Deze begon dramatisch met het vroege verlies van zijn moeder. Dat is dan ook de opening van dit werk en deel 1. Deel 2 is stukken gemoedelijker en handelt over zijn jeugd en eerste liefde. Het derde deel gaat over zijn latere jeugd.
Delen:
- Sostenuto e tenebroso
- Vivo
- Largo

De symfonie heeft als bijtitel “voor orkest en piano”, doch dat soloinstrument is niet altijd te horen. In deel 1 ontbreekt de piano, pas in deel 2 zijn de klanken te horen en in de loop van het werk vertolkt het een steeds belangrijker wordende partij. Symfonieën van Bruk hebben het moeilijk, ook van deze symfonie is niet bekend of het werk ooit op een beroepspodium te horen is geweest.
Orkestratie
- solo piano
- 3 dwarsfluiten, 3 hobo’s, 2 klarinetten, 2 fagotten
- 4 hoorns, 2 trompetten, 3 trombones, 1 tuba
- 1 pauken, 5 man/vrouw percussie,
- violen, altviolen, celli, contrabassen

## Discografie
Er is wel een privé uitgave van dit werk uit 2003 door het Estlands Nationaal Symfonie Orkest o.l.v. Andres Mustonen